# 1996년 하계 올림픽 아르헨티나 선수단
1996년 하계 올림픽 아르헨티나 선수단은 미국 애틀랜타에서 개최된 1996년 하계 올림픽에 참가한 올림픽 아르헨티나 선수단이다.

## 복싱
| 선수              | 세부 종목    | 32강                            | 16강                    | 8강                   | 준결승                  | 결승           | 결승      |
| 선수              | 세부 종목    | 상대 선수 결과                  | 상대 선수 결과          | 상대 선수 결과        | 상대 선수 결과          | 상대 선수 결과 | 순위      |
| 오마르 나르바에스 | 플라이급     | 호안 구즈만 (DOM) · W           | 메흐디 아수스 (ALG) · L | 진출 실패             | 진출 실패               | 진출 실패      | 진출 실패 |
| 파블로 차콘       | 페더급       | 타이슨 그레이 (JAM) · W         | 조시안 레본 (MRI) · W   | 너기 야노슈 (HUN) · W | 소믈루크 캄싱 (THA) · L | 진출 실패      | 동메달    |
| 파브리지오 니에바 | 라이트급     | 프란시스코 아겐토 (UGA) · W     | 신은철 (KOR) · L        | 진출 실패             | 진출 실패               | 진출 실패      | 진출 실패 |
| 구일레르모 사푸토 | 웰터급       | 호조배 (KOR) · L                | 진출 실패               | 진출 실패             | 진출 실패               | 진출 실패      | 진출 실패 |
| 오스카르 고메스   | 라이트미들급 | 카림 툴라가노우 (UKR) · L (RSC) | 진출 실패               | 진출 실패             | 진출 실패               | 진출 실패      | 진출 실패 |

## 육상

### 남자
트랙 / 도로 경기
| 선수 | 세부 종목 | 1차 예선 | 1차 예선 | 2차 예선 | 2차 예선 | 준결선 | 준결선 | 결선 | 결선      |
| 선수 | 세부 종목 | 기록     | 순위     | 기록     | 순위     | 기록   | 순위   | 기록 | 최종 순위 |

필드 경기
| 선수 | 세부 종목 | 예선 | 예선 | 결선 | 결선      |
| 선수 | 세부 종목 | 기록 | 순위 | 기록 | 최종 순위 |

### 여자
트랙 / 도로 경기
| 선수 | 세부 종목 | 1차 예선 | 1차 예선 | 2차 예선 | 2차 예선 | 준결선 | 준결선 | 결선 | 결선      |
| 선수 | 세부 종목 | 기록     | 순위     | 기록     | 순위     | 기록   | 순위   | 기록 | 최종 순위 |

필드 경기
| 선수 | 세부 종목 | 예선 | 예선 | 결선 | 결선      |
| 선수 | 세부 종목 | 기록 | 순위 | 기록 | 최종 순위 |

## 참고 자료
- (영어) “Argentina at the 1996 Atlanta Summer Games”. SR/Olympic Sports. 2012년 3월 3일에 원본 문서에서 보존된 문서. 2011년 10월 8일에 확인함.